# Contracted
Pour plus de détails, voir Fiche technique et Distribution.
Contracted est un film américain réalisé par Eric England, sorti en 2013.

## Synopsis
Après avoir été violée par un inconnu lors d'une soirée, Samantha ressent des troubles inexpliqués. Son corps se décharne, ses ongles s'arrachent, ses yeux virent au rouge et sa peau moisit... Mais qui est cet homme qui l'a contaminée ?

## Fiche technique
- Titre : Contracted
- Réalisation : Eric England
- Scénario : Eric England
- Photographie :
- Musique : Kevin Riepl
- Langue d'origine : Anglais américain
- Pays d'origine :  États-Unis
- Genre : Drame, horreur, thriller
- Lieux de tournage : Los Angeles, Californie, États-Unis
- Durée : 78 minutes
- Date de sortie :
  -  États-Unis 22 novembre 2013
  -  Japon 18 janvier 2013
  -  Pays-Bas 4 mars 2013

## Distribution
- Najarra Townsend (VF : Isabelle Volpé) : Samantha Williams
- Caroline Williams (VF : Sophie Planet) : Nancy Williams
- Alice Macdonald (VF : Nayéli Forest) : Alice Patrick
- Katie Stegeman (VF : Pascale Chemin) : Nikki
- Matt Mercer (VF : Adrien Solis) : Riley McCormick
- Charley Koontz (VF : Alan Aubert-Carlin) : Zain
- Simon Barrett (VF : Jean-Pierre Leblan) : Brent « BJ » Jaffe
- Ruben Pla (VF : Patrick Pellegrin) : Le docteur
- E-Kan Soong (VF : Jean-Pierre Leblan) : George
- Dave Holmes (VF : Yann Pichon) : Le thérapeute